# Aurora (Nebraska)
 For alternative betydninger, se Aurora. (Se også artikler, som begynder med Aurora)
Aurora er en amerikansk by og administrativt centrum i det amerikanske county Hamilton County, i staten Nebraska. I 2000 havde byen et indbyggertal på 4.225.

## Ekstern henvisning
- Auroras hjemmeside (engelsk)

40°52′0″N 98°0′13″V / 40.86667°N 98.00361°V